# Nils Åslund
Nils Robert Dahr Åslund, född 9 januari 1931 i Kalmar, död 8 september 2019 i Stockholm, var en svensk fysiker.

## Biografi
Nils Åslund var son till övertandläkarna Hjalmar Åslund och Kerstin Dahr.  Efter studier i Lund och Stockholm disputerade han 1965 i experimentell fysik, med inriktning mot molekylfysik, vid Stockholms Universitet. Han gifte sig 1958 med Maria Elisabeth Fuchs (1925–2022).
Åslund blev professor i fysik vid Kungliga Tekniska högskolan 1969. Han utvecklade tidigt programvara som användes vid störningsberäkningar av molekylsystem och blev en av auktoriteterna inom området. Han var starkt bidragande till utvecklingen av den så kallade termvärdesmetoden. Vid den tidpunkten var begreppet tvärvetenskap knappt påtänkt. Ändå kom han och sedan hans efterföljare att bli goda representanter för det multidisciplinära samarbetet. Han verkade vid KTH inom ämnet fysikalisk mätteknik och databehandling och har arbetat med biologer och medicinare. Han symboliserar den tvärvetenskapliga forskningens utveckling, men också forskningens förändrade villkor sedan andra världskriget och fram tills idag.
Makarna Åslund är begravda på Skogskyrkogården i Stockholm.

## Utmärkelser
Åslund invaldes som ledamot av Ingenjörsvetenskapsakademien 1987 och av Kungliga Vetenskapsakademien 1990.